# Astrangia conferta
Espèce
Statut CITES
Astrangia conferta  est une espèce de coraux appartenant à la famille des Rhizangiidae.